# Futaba
Futaba (双葉町, Futaba-machi) é uma cidade japonesa localizada na província de Fukushima. Em 1 de Abril de 2020, a cidade tinha uma população estimada em zero, embora os registros oficiais de 2017 afirmam que a população era estimada em 6.093 habitantes em 2.301 domicílios. A área total da cidade é de 51,42 km². No entanto, em Março de 2011, toda a população da cidade precisou ser evacuada devido ao acidente nuclear de Fukushima Daiichi I. Desde 2013, somente 4% da cidade está aberta para os moradores e visitantes, porém, somente durante o dia.

## Geografia
Futaba fica na região costeira do Oceano Pacífico, no centro da prefeitura de Fukushima. A Usina Nuclear de Fukushima Daiichi, de propriedade da Tokyo Electric Power Company, fica na fronteira sul de Futaba, na cidade vizinha de Ōkuma .

## Municípios vizinhos

### Prefeitura de Fukushima
- Namie
- Ōkuma

## Demografia
De acordo com os dados do censo japonês,  a população de Futaba era relativamente estável até o desastre nuclear.

## Clima
Futaba tem um clima úmido ( classificação climática de Köppen Cfa ). A temperatura média anual em Futaba é 12.4 °C (54.3 °F) . A precipitação média anual é 1,311 mm (51.6 in) com setembro como o mês mais chuvoso. A temperatura média do mês de Agosto, o mês mais quente do ano, é de 24.6 °C (76.3 °F), e menor em janeiro, em torno de 1.9 °C (35.4 °F) . 

## História
A área da atual cidad de Futaba fazia parte da Província de Mutsu. Os restos mortais dos túmulos do período Kofun foram encontrados na região. Durante o período Nara, era o centro do antigo distrito de Futaba na província de Iwaki. Durante o período Edo, fazia parte do Domínio Soma, governado pelo clã Soma até a restauração Meiji . Os registros da cidade indicam que mais de 700 residentes da região morreram devido a um tsunami no terremoto de Sanriku em 1611 . A área foi o local da Batalha de Iwaki durante a Guerra Boshin .
Em 1º de abril de 1889, com o estabelecimento do sistema de municipalidades modernas, as aldeias de Shinzan e Nagatsuka foram criadas no distrito de Shineha, Fukushima, que posteriormente se tornou distrito de Futaba em abril de 1896. Shinzan foi elevado à categoria de cidade em 1º de fevereiro de 1913. Shinzan fundiu-se com Nagatsuka em 1 de abril de 1951 tornando-se a cidade de Shineha, que mudou seu nome para Futaba em 1 de abril de 1956.

## Terremoto e tsunami de Tohoku em 2011
Futaba foi gravemente afetada pelo desastre nuclear de Fukushima Daiichi e pelo terremoto e tsunami Tōhoku de 2011 ocorrido no dia 11 de março de 2011. Além das diversas edificações e partes da cidade terem sofrido danos consideráveis causados tanto pelo terremoto quanto pelo tsunami (que devastou a área costeira), toda a população da cidade precisou ser evacuada na manhã do dia 12 de março, pois estavam dentro do raio de evacuação de 20 km do entorno da usina nuclear de Fukushima Daiichi que foi danificada, causando um vazamento de radiação na cidade e na região. 

### Reconstrução e recomeço de Futaba
Em 28 de março de 2013, o governo central redefiniu o zoneamento da cidade em duas áreas de acordo com o nível de radiação: na primeira, as pessoas poderiam entrar e sair, mas não poderiam pernoitar; no segundo, todas as entradas foram proibidas por causa dos níveis elevados de radiação que não iriam ser reduzidos pelos próximos cinco anos seguintes ao acidente.  No entanto, apenas 4% da zona da cidade foi aberta para o retorno diurno dos moradores, e a cidade permaneceu inabitável. 
Em 2017, o governo japonês iniciou o trabalho de limpeza e descontaminação da cidade, com o objetivo de que 11% dela volte a ser habitável até a primavera de 2022.  Em Março de 2020, a região norte da cidade, especificamente, o bairro onde está a estação de trem da cidade, teve a ordem de evacuação parcialmente suspensa, liberando o acesso e o retorno dos moradores, apesar da falta de infraestrutura básica como a distribuição de água.
No dia 7 de Março de 2020, uma novo acesso rodoviário a cidade foi inaugurado. Em 14 de Março de 2020, foi inaugurada a nova estação ferroviária de Futaba.
No dia 20 de Setembro de 2020, foi inaugurado e aberto ao público o Museu do Grande Terremoto do Leste do Japão e Memorial do Desastre Nuclear na cidade, localizado a quatro quilômetros da usina nuclear de Fukushima Daiichi I, possui seis seções, contando com um acervo de 240 mil itens como imagens, vídeos, telas e objetos, além da colaboração de moradores contando suas experiências pessoais sobre a cidade antes e depois do terremoto e o tsunami, a evacuação e o trabalho de descontaminação. 
No dia 1º de Outubro de 2020, foi inaugurado o Centro de Intercâmbio Industrial da Cidade de Futaba, instalado no novo centro industrial da cidade, contém salas de reuniões, praça de alimentação e restaurantes. Sendo mais um local para contribuir na reconstrução da cidade, tem como objetivo receber atividades e eventos de intercâmbio e recepção para os moradores e empresas interessadas em retornar a cidade, além de receber novos investimentos e negócios.

## Economia
A economia de Futaba era fortemente dependente da pesca comercial e da agricultura. A criação de cravos era uma grande indústria da cidade.

## Educação
Futaba tinha duas escolas primárias públicas e uma escola secundária pública administrada pelo governo da cidade e uma escola secundária pública administrada pelo Conselho de Educação da Prefeitura de Fukushima. Todas as escolas permanecem fechadas.

## Transporte

### Ferrovias
- JR Leste - Linha Jōban
  - Futaba

### Rodovias
- Joban Expressway - Tomioka Interchange
- Rota Nacional 6
- Rota Nacional 288

## Residentes notáveis
- Kazunari Watanabe, ciclista olímpico

## Atrações turisticas
- Tumbas da caverna de Kiyotosaku, um local histórico nacional com uma câmara mortuária kofun decorada com murais [17]